# Sisè (moneda)

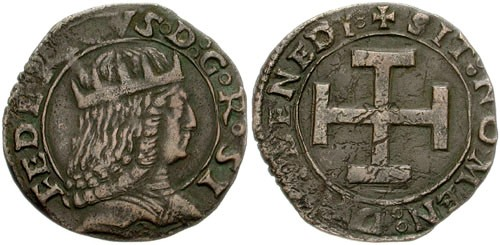
Sisè de Frederic III de Nàpols, 1496-1501.

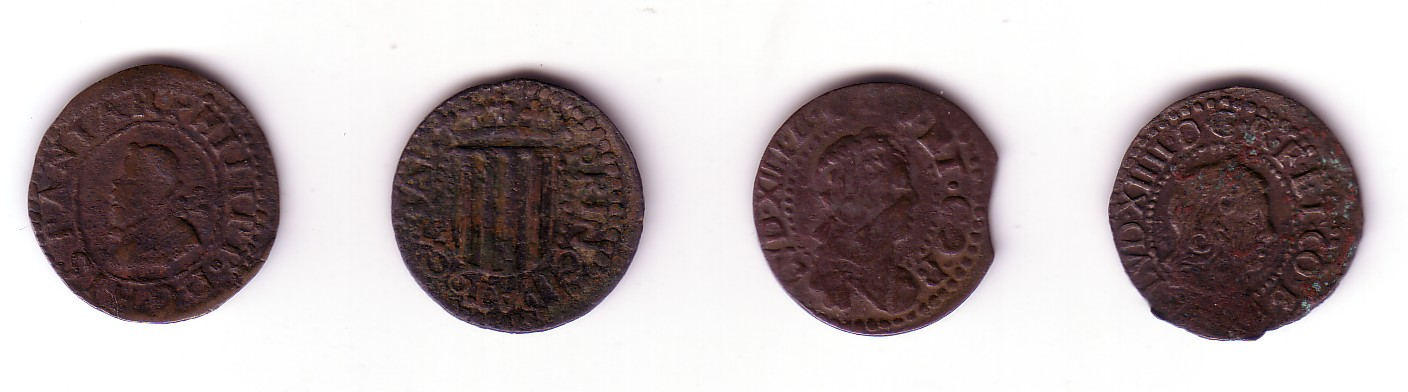
Sisens de Felip III, el Principat de Catalunya, Lluís XIII, i Lluís XIV respectivament.

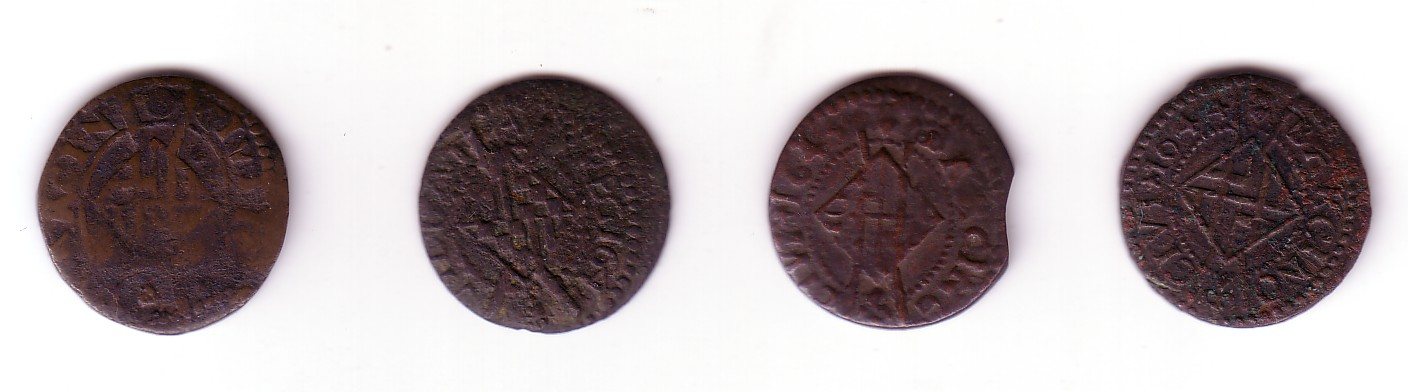
Reversos dels sisens anteriors

Un sisè és una moneda catalana de coure encunyada durant la Guerra dels Segadors a diferents localitats de Catalunya, com Tàrrega, Girona, Solsona, Barcelona, Manresa, Sanaüja, Valls, Vic o Vilafranca del Penedès.
Valia sis diners.